# Kasteel Van Roost
Het Kasteel van Roost is een voormalig kasteel in de Vlaams-Brabantse plaats Haacht, gelegen aan de Roostweg.

## Geschiedenis
Er werd in de 12e eeuw een burcht gebouwd in de Borgelham, wat een meander van de Dijle was. De meander verdween in de 13e eeuw. De burcht werd verlaten en vermoedelijk is het Kasteel van Roost begin 14e eeuw gebouwd met ijzerzandsteen dat van de oorspronkelijke burcht afkomstig was. Het betrof een klein waterkasteel binnen een ringmuur. Er werden nog andere gebouwen toegevoegd maar in 1489 werd het kasteel verwoest door de troepen van Albrecht van Saksen.
Hierna werd het kasteel herbouwd in witte Gobertangesteen en eveneens witte Diegemse steen.
In 1828 werd het kasteel afgebroken en in 1833 brandde het neerhof af. De buitenste slotgracht bleef over en deze werd in 1939 nog doorsneden door de antitankgracht. In 1982-1983 werd archeologisch onderzoek op de site uitgevoerd.
In 2016 werd op de site een buurtpark ingericht met de naam: Heerlyckheid van Roost.